# Samantha Gilabert
Samantha Gilabert Garrido (Beniarrés, Alicante, 6 de febrero de 1994), conocida simplemente como Samantha, es una cantante española. Se dio a conocer con su grupo musical Cactus y como concursante en la undécima edición del concurso de televisión Operación Triunfo 2020, de la cual fue eliminada dentro de la gala número 12 de dicha competición.  
En agosto del 2020, su segundo sencillo, Quiero que vuelvas, consiguió ser número uno en ventas digitales en cinco países hispanohablantes. La versión valenciana, más íntima, de la misma canción, Espere que tornes, también ha logrado situarse al número 1 de ventas. También ha publicado el poemario Temps (Tiempo) el 2015 y Mi Refugio en el 2021.

## Biografía
Hija de familia trabajadora, nació en Beniarrés un pequeño pueblo de la provincia de Alicante. Desde pequeña siempre había soñado con ser cantante, pese a las trabas del camino. En la etapa de la adolescencia le detectaron hipoacúsia neurosensorial, pero eso nunca le impidió perseguir su sueño. Ha estudiado lenguaje musical, piano, el Grado Medio de Administración y el Grado Superior de Turismo. Bajo el influjo de Calle 13 y Orxata sound system, formó el grupo de rap y «electro-urban» de la escena alternativa valenciana «Cactus», con el cual publicó dos trabajos discográficos con la producción de Mark Dasousa y que la permitió tocar en festivales cómo el Festivern. En su primer videoclip, «Cactustyle», con un estilismo de acuerdo con la imagen transgresora y macarra de la canción, Samantha  apareció con un bate de béisbol con clavos, cogiendo la personalidad de Harley Quinn, cómplice y amante del personaje Joker.
En la gala de inauguración de Operación Triunfo 2020 cantó una versión del tema clásico «Que tinguem sort», de Lluís Llach, una reivindicación lingüística en catalán.
En abril del 2020 lanzó su primer sencillo llamado "Sin más" que logró más de un millón de reproducciones en tan solo cuatro días. Posteriormente en agosto de ese mismo año salió al mercado su primer sencillo bajo el sello discográfico de Universal Music Spain, tema que fue traducido semanas más tarde al valenciano.
El 13 de noviembre del 2020 ve la luz "Nada" el primer EP en solitario de la alicantina, colocándose en su primera semana en el Top 3 de ventas digitales de España. Este trabajo discográfico incluye ocho canciones entre las que se encuentra "Un poquito", una colaboración con el duo Lérica.
El 4 de marzo del 2021 se publicó "Mi Refugio" el segundo poemario de la joven cantante, donde podemos descubrir su faceta más intima ya que se tratan de relatos que escribió durante su estancia en la academia de Operación Triunfo 2020 , la cuarentena y su nueva vida en la capital española.
En 2021 fue miembro del jurado del programa de À Punt Duel de veus, junto con Eugeni Alemany y Sole Giménez.
En el Festival de Eurovisión 2021 fue miembro del jurado profesional de España, junto con Nerea Rodríguez, Antonio Hueso, María Peláe y David Santisteban.

## Operación Triunfo
El 12 de enero del 2020 daba comienzo la undécima edición del conocido programa Operación Triunfo (España) y Samantha era una de las 18 aspirantes a entrar a la prestigiosa academia de música, pero no fue hasta el día 13 que pudimos ver a esta cantante en la pequeña pantalla ya que fue la última en demostrar su talento sobre el escenario. Apareció cantando "Que tinguem sort" de Lluís Llach, canción que varias veces ha mencionado que es muy especial para ella. El jurado no tuvo ninguna duda y fue de las primeras seleccionadas para formar parte de los 16 concursantes. 
En la primera gala le tocó defender junto a su compañero Javy Ramírez la canción "Te espero aquí" de Pablo López (cantante) y Georgina. En la segunda gala interpretó "Mediterráneo" de Joan Manuel Serrat junto a Jesús Rendón. En la tercera gala cantó junto a Eva Barreiro la famosa canción "Maniac" de Michael Sembello, esa noche hubo una gran polémica por las palabras usadas por uno de los jurados para nominar a la concursante y por ello la semana siguiente decidió pedirle disculpas. En la cuarta gala interpretó " Call me maybe" de Carly Rae Jepsen junto a su compañero, Flavio (cantante), esa gala se convirtió en la favorita del público recibiendo así el privilegio de elegir el compañero y canción de la siguiente gala. La quinta gala la compartió con Hugo Cobo e interpretaron la canción "Vas a quedarte" de Aitana (cantante). En la sexta gala se pudo observar el desparpajo y gracia de la joven cantante, tanto durante su interpretación de " La lista de la compra" de La Cabra Mecánica junto a Rafa Romera, como en la entrevista previa a actuar con Roberto Leal. La séptima gala fue la primera, después de la gala 0, en la que interpretó un tema solista "Human" de Christina Perri. La octava gala fue un tanto diferente ya que esa misma mañana Samantha sufrió un pequeño accidente en una de las clases de interpretación, haciendo que se tuviera que desplazar en silla de ruedas, de todas formas la cantante y su compañera Anaju defendieron esa noche la canción " Girls just wanna have fun" de Cyndi Lauper. La novena gala se realizó desde la academia debido a la situación de la COVID-19, con Roberto Leal desde su casa y los profesores como único público, Samantha interpretó "Milionària" de Rosalía (cantante), en esa gala Samantha se volvió a convertir en la favorita del público y por lo tanto la única en serlo dos veces en su edición, recibiendo el privilegio de tener una cena con la persona que ella quisiera, privilegio que no pudo disfrutar hasta meses más tarde.
El 16 de marzo Noemí Galera les informa la decisión de cerrar temporalmente la academia de Operación Triunfo 2020 debido a la situación con la COVID-19. Desde casa los nueve concursantes restantes continúan preparando canciones semanales que se subieron al canal de Operación Triunfo 2020.
Entre toda esta situación Samantha lanza su primer single en solitario, llamado "Sin más" y que fue muy bien acogido por todos sus fans.
El 13 de mayo se retoma la actividad en la academia, y Samantha es la primera concursante en entrar y recibir con mucha euforia al resto de sus compañeros.
En la décima gala interpretó "Sueños rotos" de La Quinta Estación. Tuvo que defender "Freed from desire" de Gala Rizzatto en la undécima gala. La duodécima gala era decisiva, ya que se jugaba el pase a la final y decidió interpretar "Something's got a hold on me" de Christina Aguilera; además, también realizó el único trío de la edición junto a NIA y Anaju, que interpretaron "R.I.P." de Rita Ora, Anitta (cantante) y Sofía Reyes. Esa gala fue la última como concursante para la valenciana, ya que fue expulsada junto a Maialen por el joven murciano Flavio (cantante).
En la gala final pese a ya estar expulsada, la cantante fue una de las grandes protagonistas por sus intervenciones durante el transcurso de la gala y sobre todo por ejercer como presentadora del programa durante unos minutos en la emotiva despedida del presentador Roberto Leal, además interpretó junto a todos sus compañeros "Sal de mí" y "Díselo a la vida" y se dio a conocer que trabajaría con la discográfica Universal Music Spain y con la empresa de management Música Global.

## Gira

#### Conciertos
El 8 de Mayo dio pistoletazo de salida la Gira Todo de Mí con un concierto con miles de personas en Streaming, lo que les dio la oportunidad de disfrutar del inicio de esta gira a los fans de la cantante por todo el mundo y con 20 afortunados que pudieron disfrutar del concierto de manera presencial. 
Tras este concierto semipresencial, dio comienzo a su Gira Todo De Mí, completamente presencial, con un total de 9 conciertos por España, alternando actuaciones en galas y festivales:
- Auditori Germaníes (18 de junio de 2021) Manises, Valencia
- Jardins de Vivers (9 de julio de 2021) Valencia
- Recinte Ferial (23 de julio de 2021) Alcira, Valencia
- Fira Parc de la Festa (3 de octubre de 2021) Gandía, Valencia
- FiraTrovam (6 de noviembre de 2021) Castellón de la Plana
- Teatro La Latina (13 de noviembre de 2021) Madrid
- Golden Christmas (4 de diciembre de 2021) Gerona
- Teatre Calderón (11 de diciembre de 2021) Alcoy, Alicante
- Teatre Auditori (14 de enero de 2022) San Cugat del Vallés, Barcelona

#### Actuaciones
- Gala 'Celebrem tres anys' de la televisió d'À Punt, Teatro Principal de Valencia, 10 de junio de 2021.
- Cocacola Music Experience 2021, Recinto Ferial de IFEMA, Madrid, 4 de septiembre de 2021.
- La Mercé, junto a La Fúmiga, Estadio Olímpico Lluís Companys, Barcelona, 26 de septiembre de 2021.
- LOS40 Playa Pop, San Pedro del Pinatar, Murcia, 18 de noviembre de 2021.
- LOS40 Lorca Pop, Lorca, Murcia, 19 de noviembre de 2021.
- La Gala Pequeño Valiente, Gran Canaria Arena, Las Palmas de Gran Canaria, 27 de noviembre de 2021.
- LOS40 Primavera Pop, Rubí, Barcelona, 2 de abril de 2022.
- Cornellà Pop, Cornellà, Barcelona, 19 de junio de 2022.
- Clotilde Fest, Jardins del del Palau Robert, Barcelona, 21 de julio de 2022.
- Barràques Sitges, SItges, Barcelona, 14 de agosto de 2022.
- Negrita Music Festival, Santander, 2 de septiembre de 2022.
- Sarangollo Rock, Monòver, Alicante, 9 de septiembre de 2022.
- La Mercè. Barcelona, 24 de septiembre de 2022

## Obras
- Temps (2015), primer poemario publicado por la joven alicantina con la editorial El Petit Editor, son poemas escritos en prosa sobre sus propias vivencias donde habla de sus amigos, del amor y el desamor.
- Mi Refugio (2021), segundo poemario publicado por la cantante con la Editorial Bruguera, son poemas escritos en prosa sobre sus propias vivencias durante la academia, el confinamiento, el amor y su nueva vida en la capital española.

## Discografía

### EP
| Año  | Título | Detalles | Sello discográfico                      | Posición |
| Año  | Título | Detalles | Sello discográfico                      | ESP      |
| ---- | ------ | --- | --------------------------------------- | -------- |
| 2018 | Cactus | - Lanzamiento: 13 de abril de 2018 - EP del grupo musical «Cactus» del que era vocalista - Formatos: CD, descarga digital, streaming     | Maldito Records S.L.                    |          |
| 2019 | Roma   | - Lanzamiento: 12 de diciembre de 2019 - EP del grupo musical «Cactus» del que era vocalista - Formatos: CD, descarga digital, streaming | Halley Supernova                        |          |
| 2020 | Nada   | - Lanzamiento: 13 de noviembre de 2020 - Primer EP en solitario - Formatos: CD, descarga digital, streaming                              | - Universal Music Spain - Música Global | 3        |

2023
Lanzamiento: 23 de junio de 2023

### Sencillos
| Título                                   | Año  | Álbum   | Sello discoráfico                       |
| ---------------------------------------- | ---- | ------- | --------------------------------------- |
| Sin Más                                  | 2020 |         | GestMusic (Banijay Iberia Music)        |
| Quiero Que Vuelvas                       |      | EP Nada | - Universal Music Spain - Música Global |
| Espere Que Tornes                        |      | EP Nada | - Universal Music Spain - Música Global |
| No pasa nada                             |      | EP Nada | - Universal Music Spain - Música Global |
| Un poquito (feat. Lérica)                |      | EP Nada | - Universal Music Spain - Música Global |
| Mar de dudas                             | 2021 |         | - Universal Music Spain - Música Global |
| La Partida                               | 2021 |         | - Universal Music Spain - Música Global |
| Soc la d'ahir                            | 2021 |         | - Universal Music Spain - Música Global |
| Mi Pecado Favorito                       | 2022 |         | - Universal Music Spain - Música Global |
| M'han Robat El Sol                       | 2022 |         | - Universal Music Spain - Música Global |
| Me encontré                              | 2022 |         | - Universal Music Spain - Música Global |
| Harta de mí                              | 2023 |         | - Universal Music Spain - Música Global |
| Pa que estemos juntos (feat. Despistaos) | 2023 |         | - Universal Music Spain - Música Global |
| 4 vents                                  | 2023 |         |                                         |

### Apariciones
| Título                               | Año  | Álbum                                                        | Detalles                                                                               |
| ------------------------------------ | ---- | ------------------------------------------------------------ | -------------------------------------------------------------------------------------- |
| Ja no fa mal (feat. La Fúmiga)       | 2021 | Fotosíntesi                                                  | Sencillo publicado en el segundo álbum del grupo valenciano                            |
| Mi Tierra (feat. Nino Bravo)         | 2021 |                                                              | Adaptación al valenciano de la canción de Nino Bravo para À Punt                       |
| Dinamita                             | 2021 | Campaña contra el acoso escolar para Eurovision junior, RTVE |                                                                                        |
| Arribar                              | 2021 | El Disc de la Marató 2021                                    | Adaptación al valenciano de The climb de Miley Cyrus para el disco de La Marató de TV3 |
| Poemas en Botellas (feat. Luishhman) | 2021 | Amor y Kaos                                                  | Sencillo publicado en el disco de estudio del cantante Luishhman.                      |

## Filmografía
Programas de televisión
| Año       | Programa                 | Cadena                 | Función                                             |
| --------- | ------------------------ | ---------------------- | --------------------------------------------------- |
| 2018      | Family Duo               | À Punt                 | Concursante - 2.ª expulsada                         |
| 2020      | Operación Triunfo        | La 1                   | Concursante - 10.ª expulsada                        |
| 2020      | Tu cara me suena         | Antena 3               | Artista invitada                                    |
| 2020-2021 | ¡Feliz 2021!             | La 1                   | Artista invitada                                    |
| 2021      | Duel de Veus             | À Punt                 | Jurado                                              |
| 2021-2022 | ¡Feliz 2022!             | La 1                   | Artista invitada                                    |
| 2022      | Tu cara me suena         | Antena 3               | Artista invitada                                    |
| 2022      | Duel de Veus             | À Punt                 | Jurado                                              |
| 2022      | Pasapalabra              | Antena 3               | Participante - 3 programas                          |
| 2023      | Dúos increíbles          | La 1                   | Concursante - 2.ª finalista (junto a David Summers) |
| 2023-¿?   | Triunfitas con traumitas | Podimo Spotify Youtube | Presentadora con Maialen Gurbindo                   |

## Premios y nominaciones
| Año  | Trabajo Nominado               | Premio              | Categoría                         | Resultado          |
| ---- | ------------------------------ | ------------------- | --------------------------------- | ------------------ |
| 2021 | EP Nada                        | III Premis Tres Deu | Mejor lanzamiento musical del año | Nominada Finalista |
| 2021 | EP Nada                        | Premis Enderrock    | Mejor disco en lengua no catalana | Nominada Finalista |
| 2022 | Samantha Gilabert              | Premis Enderrock    | Mejor artista en directo 2021     | Nominada           |
| 2022 | Samantha Gilabert              | Premis Enderrock    | Mejor artista del 2021            | Nominada           |
| 2022 | Soc la d'ahir                  | Premis Enderrock    | Mejor videoclip publicado el 2021 | Nominada           |
| 2022 | Ja no fa mal (feat. La Fúmiga) | Premis Enderrock    | Mejor canción Pop-Rock            | Nominada Finalista |
| 2022 | Samantha Gilabert              | Kid's Choice Awards | Artista Española Favorita         | Nominada Finalista |